# Nezha Hayat
Nezha Hayat, née en 1963, est une financière et une femme d’affaires marocaine, placée en 2016 à la tête de l’Autorité marocaine du marché des capitaux, l’AMMC. Elle se montre également active pour renforcer la présence féminine dans les plus hautes instances des entreprises privées et publiques du royaume.

## Biographie

### Enfance et formation
Née en 1963 à Casablanca,, ainée d’une fratrie de sept enfants, dont cinq filles, son  père est  haut fonctionnaire et veut doter ses enfants d’une bonne formation, y compris les filles, avec des ouvertures sur la culture, le sport et les langues étrangères. La famille passe de Casablanca à Marrakech, puis à Tanger.
Lauréate d’un baccalauréat C obtenu à la Mission française, elle poursuit en classe préparatoire au concours d’entrée à HEC au lycée Sainte-Geneviève. Puis elle rentre à l’ESSEC Paris.

### Carrière professionnelle
Sa carrière professionnelle commence dans le milieu de la finance espagnole, au milieu des années 1980, sur les risques internationaux, notamment en Amérique du Sud. Elle y découvre  les marchés des capitaux internationaux. Certains pays d’Amérique latine ne payant alors plus leurs dettes souveraines, elle se retrouve à conseiller des établissements et gérer des swaps de dettes, dans un marché de gré à gré qui n’est pas régulé.
Voulant revenir au Maroc, elle choisit au début des années 1990, d’y travailler au sein de BNP Paribas. C’est ainsi qu’en 1993, elle intègre à Tanger la filiale offshore de cette banque française. 
En 1995, elle entre à la Société générale à Casablanca, alors que les marchés de capitaux  marocains viennent d’être réformés, avec privatisation de certains établissements, création de sociétés de bourse, d’OPCVM, etc. . Elle rejoint le conseil d’administration de la Bourse des valeurs de Casablanca et participe à la mutation de ce marché, privatisé, et à son développement. Entre 1992 et 1996, la capitalisation boursière quadruple presque, au Maroc, passant de 2,4 milliards à 8,6 milliards de dollars.
En parallèle,  elle occupe durant deux mandats successifs la présidence de l’Association professionnelle des sociétés de bourse (APSB). Durant son mandat, elle s’emploie à maintenir et amplifier le développement du marché boursier marocain, et obtient, notamment, la mise en place de mesures incitatives pour les sociétés entrant en bourse.
Du fait de son rôle au sein de  l’APSB, Mme Hayat siège également au Conseil national de la Confédération générale des entreprises du Maroc (CGEM), l’organisation patronale. C’est aussi l’occasion de participer à la création de l’Association des femmes chef d’entreprises, AFEM. Elle est également la première femme à rejoindre  le directoire d’une banque, en l’occurrence la Société Générale Maroc, en 2007,.
Convaincue que la présence de femmes est un critère de bonne gouvernance des sociétés, elle est l’une des cinq fondatrices du Club des femmes administrateurs d’entreprises au Maroc, CFA Maroc, qui veut remettre en cause ce « plafond de verre », dans les conseils d’administration des sociétés publiques et privées, qui semble bloquer la montée en responsabilité des dirigeantes féminines. Le Club des femmes administrateurs déploie son lobbying à partir de 2012, soutenu par le Women Corporate Directors, association regroupant au monde le plus grand nombre de femmes administrateurs. 
Miriem Bensaleh-Chaqroun,  présidente de la CGEM, et de la même génération, joue également un rôle décisif dans la création de CFA Maroc, et son importance dans le paysage économique marocain,  en cooptant sa présidente au sein du conseil d’administration du Patronat marocain, pour  y poursuivre la sensibilisation de ce patronat sur le sujet de la représentativité féminine. Par ailleurs, une circulaire de Bank Al-Maghrib,  la banque centrale marocaine,  impose de nommer des femmes dans les conseils d’administration des institutions bancaires et financières dont elle a la tutelle. 

### Présidente de l’Autorité du marché des capitaux
En 2016, Nezha Hayat est nommée, par le roi du Maroc, à la tête de l’Autorité marocaine du marché des capitaux, l’AMMC. Elle prend ainsi une responsabilité dans cet organisme public récent qui a été institué en 2013 par une loi mais qui ne démarre réellement qu'avec sa nomination, et se substitue au CDVM, Conseil déontologique des valeurs mobilières, avec une indépendance plus forte par rapport au pouvoir exécutif et un périmètre plus large. 
Nezha Hayat passe ainsi du secteur privé au secteur public, et d’un opérateur financier à l’organisme chargé de contrôler ces opérateurs.
En mars 2020, elle est nommée présidente du comité régional de l’Afrique et du Moyen-Orient (AMERC) de l’Organisation internationale des commissions des valeurs (OICV).
Le 15 juin 2020, elle devient également membre du conseil d’administration de la Chambre de commerce britannique pour le Maroc.

## Prix et reconnaissances
En juillet 2019, elle est décorée de la médaille de Commandeur de l’ordre du mérite civil espagnol par le roi Felipe VI d'Espagne et sa médaille lui est remise par l’ambassadeur du royaume d’Espagne au Maroc.